# Операција (математика)
Операцијама називамо све функције које пресликавају n-ти степен неког скупa {\displaystyle \mathrm {A} } у сам скуп {\displaystyle \mathrm {A} }, тј. све функције облика {\displaystyle f:A^{n}\rightarrow A}.

## Арност
Посебан чланак: арност
Ако је {\displaystyle f} операција која пресликава {\displaystyle A^{n}} у {\displaystyle A}, тада природни број {\displaystyle n} називамо њеном арношћу. Другим ријечима, арност је број аргумената операције, тј. број њених операнада.
Операције са по једним и два операнда (унарне и бинарне операције) су у честој употреби, док се операције са по преко два операнда се ријетко користе у математици.

## Обиљежавање
За разлику од „обичних“ функција, операције се обично не обиљежавају латиничним малим словима него специјалним симболима, обично стандардизованим за одређене врсте операција. Слиједи табела симбола који се уобичајено користе за означавање операција, скупа са њиховим уобичајеним значењем.
| Симбол | Значење                                     |
| Аритметичке операције                                                                                         |                                             |
| {\displaystyle +}                                                                                             | сабирање                                    |
| {\displaystyle -}                                                                                             | одузимање или негација                      |
| {\displaystyle \ast }, {\displaystyle \times } или {\displaystyle \cdot }                                     | множење                                     |
| {\displaystyle /}, {\displaystyle :} или {\displaystyle \div }                                                | дијељење                                    |
| {\displaystyle \pm }                                                                                          | плус-минус (сабирање или одузимање)         |
| Логичке операције                                                                                             |                                             |
| {\displaystyle \lnot }                                                                                        | логичка негација                            |
| {\displaystyle \land }                                                                                        | логичка конјункција (логичко „и“)           |
| {\displaystyle \lor }                                                                                         | логичка дисјункција (логичко „или“)         |
| {\displaystyle \Rightarrow \,}                                                                                | логичка импликација                         |
| {\displaystyle \Leftrightarrow }                                                                              | логичка еквиваленција                       |
| {\displaystyle \barwedge }                                                                                    | ексклузивна конјункција (логичко „ни“)      |
| {\displaystyle \veebar }                                                                                      | ексклузивна дисјункција (ексклузивно „или“) |
| Скуповне операције                                                                                            |                                             |
| {\displaystyle \cup }                                                                                         | унија                                       |
| {\displaystyle \cap }                                                                                         | пресјек                                     |
| {\displaystyle \setminus }                                                                                    | скуповна разлика                            |
| {\displaystyle \vartriangle }, {\displaystyle \triangledown }, {\displaystyle +} или {\displaystyle \ominus } | симетрична разлика                          |

Наведена табела представља само основне операторске симболе јер, поред наведених, многе области математике користе додатне симболе за операције карактеристичне за те области. Такође, као што смо видјели код сабирања и симетричне разлике, различите области математике користе исте симболе за различите функције. Стога ова табела треба да служи само као илустрација уобичајене и најчешће употребе одређених симбола, али не и као строга дефиниција.

## Приоритет
Приоритет операције означава њену предност у израчунавању израза у односу на друге операције. Тако, ако имамо операцију сабирања над скупом природних бројева, у изразу {\displaystyle a\times b+c}, множење {\displaystyle a} и {\displaystyle b} је вишег приоритета него сабирање, па се мора прво обавити; тек након множења {\displaystyle a} и {\displaystyle b}, може се извршити и операција сабирања са {\displaystyle c}.
Различите операције имају различите нивое приоритета у односу на друге операције, у складу са њиховом дефиницијама и областима дефинисаности. При раду са изразима у којима учествује више од једне операције, врло је битно познавати приоритет операција јер у супротном резултати могу бити, и најчешће буду, нетачни.
За операције вишег приоритета често кажемо да су „старије“ од операције нижег приоритета.

### Примјер
При израчунавању вриједности израза {\displaystyle 2+8\times 2-6/3}, мора се водити чињеницом да је множење и дијељење старије од сабирања и одузимања, па прорачун тече на сљедећи начин: {\displaystyle 2+8\times 2-6/3=2+16-2=16}. Може се примијетити да у посљедњој фази, када су нам остале само операције истог приоритета, није било битно којим редослиједом ће израчунавање бити извршено.
Исти израз, ако се рачуна без вођења рачуна о приоритетима операција, него нпр. редом, имаће слиједећу (нетачну) вриједност: {\displaystyle 2+8\times 2-6/3=10\times 2-6/3=20-6/3=14/3=4,67}.

## Програмирање
У програмирању, појам операције је исти као и појам операције у математичком смислу. Највећу употребу имају аритметичке и логичке операције, а симболи за операције варирају од програмског језика до програмског језика. Тако, на примјер, програмски језик C користи ознаку && за логичко „и“, док Паскал користи ознаку AND за исту ту операцију.
Због карактеристичне природе програмирања као језика дефинисаног на машинама са бинарном архитектуром, скоро сви програмски језици имају, поред логичких операција, дефинисане и додатне логичке операције које раде на појединачним битовима одређене меморијске локације.
Поред тога, у већини програмских језика се симбол операције додјеле разликује од симбола за операцију поређења, за разлику од математике у којој је тај знак исти ({\displaystyle =}). Тако, на примјер, у програмском језику C симбол за додјелу је знак једнакости (=) а симбол за поређење је дупли знак једнакости (==). Са друге стране, у Паскалу додјела има симбол :=, а поређење се обавља користећи знак једнакости (=).